# Kolwezi
Kolwezi (in passato chiamata anche Mariaville) è una città della Repubblica Democratica del Congo, situata nel sud del Paese, a ovest di Likasi, nella provincia di Lualaba. Ha una popolazione di più di 800 000 abitanti.
La città è amministrativamente divisa in due comuni: Dilala a ovest e Manika a est.
Kolwezi è un importante centro minerario per il rame e il cobalto. Sono presenti inoltre depositi minerari di uranio, radio e calce.

## Storia
La città fu creata nel 1937 come quartier generale del gruppo minerario occidentale dell'Union Minière du Haut Katanga. Nel maggio del 1978 vi si verificò la battaglia di Kolwezi.

## Infrastrutture e trasporti
L'aeroporto di Kolwezi serve la città e la zona circostante. Esso si trova a circa 6 km a sud di Kolwezi.

## Clima
Kolwezi ha un clima subtropicale umido influenzato dai monsoni (classificazione climatica di Köppen Cwa). In media cadono 1110 mm di pioggia e ci sono 55,5 giorni di pioggia all'anno, l'umidità e in media al 60% e la temperatura media è di 20 °C.